# نانسي تشودرو
نانسي  جوليا تشودرو (بالإنجليزية: Nancy Julia Chodorow)‏ وُلدت في 20 يناير 1944 في مدينة نيويورك من مارفين تشودرو وليا (توريتز) تشودرو. عالمة اجتماع وأستاذة جامعية أمريكية. تعرف نفسها على أنها عالمة اجتماع تحليلية إنسانية ونفسية، ومحللة نفسية نسوية. تأثرت خلال مسيرتها المهنية بمحللين نفسيين أمثال سيغموند فرويد وكارين هورني، بالإضافة إلى المنظرين النسويين بياتريس وايتنج وفيليب سلاتر. عضو في الجمعية الدولية للتحليل النفسي، وكثيرًا ما تتحدث في الكونغرس. بدأت أستاذةً في كلية ويلسلي في عام 1973، بعدها بعام بدأت في جامعة كاليفورنيا بسانتا كروز حتى عام 1986. قضت بعدها عدة سنوات أستاذة في قسمي علم الاجتماع وعلم النفس السريري بجامعة كاليفورنيا (بركلي) حتى تقاعدت عام 2005. بدأت لاحقًا حياتها المهنية في تدريس الطب النفسي في مدرسة طب هارفرد/ اتحاد كامبريدج الصحي. كثيرًا ما عُرِفت تشودرو بريادتها للأفكار النسوية، خاصةً في ميادين التحليل النفسي وعلم النفس.
كتبت تشودرو عددًا من الكتب المؤثرة في الكتابة النسوية المعاصرة، من بينها: إعادة إنجاب الأمومة: التحليل النفسي وعلم اجتماع الجندر (1978) و النسوية ونظرية التحليل النفسي (1989) وجنسانيات الأنوثيات والذكوريات: فرويد وغيره (1994) وقوة المشاعر: المعنى الشخصي في التحليل النفسي والجندرية والثقافة (1999). في عام 1995 حصلت تشودرو على زمالة غوغنهايم للعلوم الاجتماعية. في عام 1996 اختير إعادة إنجاب الأمومة من قبل علم الاجتماع المعاصر بصفته واحداً من ضمن أكثر عشرة كتب نفوداً في آخر 25 عام. ر

## سيرة شخصية

### الحياة الشخصية
وُلدت في 20 يناير 1944 في مدينة نيويورك لعائلة يهودية. والداها هم مارفين وليا تشودرو. كان والدها أستاذًا جامعيًا في الفيزياء التطبيقية. تزوجت ميخائيل ريتش وهو أستاذًا جامعيًا في الاقتصاد. لديهما طفلان هما راشيل وغابرييل. انفصلا في عام 1977.

### التعليم
تخرجت تشودرو من كلية رادكليف في عام 1966. درست هناك على يد بياتريس وويسلي م. وايتينج. ركزت تشودرو عملها على الشخصية وعلم الإنسان الثقافي والمصنفة الآن على أنها أعمال وراء النسوية. ركزت على دراسة الشخصية من منظور فرويد. في عام 1975 حصلت على الدكتوراه في علم الاجتماع من جامعة برانديز. تأثرت تشودرو -بتوجيه من فيليب سلاتر- لتركز دراساتها على الظواهر اللاواعية للتحليل النفسي. تلقت تشودرو بعد حصولها على الدكتوراه تدريبًا سريريًا في معهد سان فرانسيسكو للتحليل النفسي من عام 1985 إلى عام 1993.

## التأثيرات

### سيغموند فرويد
يرجع تأثير تشودرو العميق إلى التحليل النفسي لفرويد؛ إذ تمزج ما بين تحليل فرويد والمنظور النسوي لفهم العلاقة بين الأم والطفل. تستخدم تشودرو نموذج فرويد لتطور الإناث لتكشف عن أن تطور جندرية الفتاة يرتبط بقربها من والدتها. وبناءً عليه تسعى الفتاة لتحقيق أفضلية سبق أن حققها الصبي بالفعل. حصل الصبي بالفعل على هذا الاهتمام؛ لأنه يحظى بتقدير لقيمته من أمه باعتباره مُبتغى منذ أصبح مصدرًا لإشباع حاجتها الأدويبية. ومع ذلك، فلدى الصبي حاجة وقدرة على الانفصال عن والدته. تحل الأنثى صراعها الداخلي عن طريق تحويل جسدها على الذكور إلى رغبة جنسية غيرية. باستخدام نظرية فرويد للتحليل النفسي تشرح تشودرو أن عقدة أوديب تفصل -بشكل رمزي- الطفل الذكر عن والدته، لكن الفتيات الصغيرات تستمر في تحديد هويتهن من خلال والدتهن. تشير تشودرو إلى أن نظرية فرويد حول صراع أوديب وانقلاب أوديب تعزي إلى الصدفة؛ إذ يجب أن يكون الأب في المكان الصحيح وفي الوقت المناسب. أدى تحليل تشودرو إلى فرضية أن رغبة المرأة في الرجال هي نتيجة مباشرة لرغبتها الشديدة في والدتها.
بالإضافة إلى ذلك، تستخدم تشودرو نظرية سيغموند فرويد لشرح أن الاختلافات بين الرجال والنساء تعزي بدرجة كبيرة إلى الرأسمالية وغياب الأب. تقر تشودرو بالسبل التي تغير بها الاقتصاد في عام 2003، والتأثير النفسي الذي أحدثه ذلك على كلا الجنسين فيما يتعلق بالتربية المشتركة. طعن تطور التربية المشتركة في دور الأمومة التقليدي، ما أدى إلى نموذج لا تجد فيه الأم ولا الطفل وقتًا كافٍ لبعضيهما البعض.
تجادل تشدورو أيضًا بأن نظرية فرويد تقمع النساء. ومع ذلك، توفر النظرية أسسًا لكيفية تنوع الناس جندريًا، وكيف تطورت الأنوثة والذكورة، وكيف يُعاد تصدير فكرة التحيز الجنسي عبر اللامساواة بين الجنسين. فضلًا عن هذا، يوضح فرويد كيف يمكن للطبيعة التي تصبح ثقافة أن تنتج طبيعة أخرى. تجادل تشودرو بأن هذا يوضح أن التكوين والتنظيم الجندري يحدث -ليس فقط من خلال المؤسسات- أيضًا من خلال التحولات الواعية والنفسية.
تستند تشودرو إلى نظرية فرويد الخاصة بتكوينات ما داخل النفس؛ لفهم الاختلافات الإنمائية بين الفتيات والفتيان. يوضح فرويد أن هناك ثلاثة أقسام تكوِّن الشخصية: الهو والأنا والأنا العليا. تستخدم تشودرو بنية ما داخل النفس هذه لشرح أن أعمال الذكور والإناث الداخلية مختلفة بنيويًا. بناءً على ذلك فالاختلافات الإنمائية ليست فطرية، بل تُخلق بالتنشئة الاجتماعية.

### كارين هورني
تستمد تشودرو أيضًا تأثيرها من كارين هورني: المحللة النفسية في القرن العشرين والتي عارضت أفكار فرويد؛ ما أدى في نهاية الأمر لتأسيس علم النفس النسوي. جادلت هورني ضد رأي فرويد بأن الإناث ناقصات أو قاصرات، بل ناقشت خصال المرأة الأنثوية الإيجابية وتقديرها الذاتي.

### فيليب سلاتر
درست نانسي تشودرو على يد عالم الاجتماع فيليب سلاتر أثناء حصولها على الدكتوراه من جامعة برانديز في عام 1975. شجعها سلاتر على دراسة الظواهر اللاواعية من أجل تعميق فهمها للشخصية. تشير تشودرو إلى كتاب سلاتر «مجد هيرا» باعتباره أحد أكثر الكتب تأثيرًا فيما يتعلق بخوف الرجل الشديد من النساء، وتجلي ذلك في الثقافة.

### اقتباس
«إن الأم هي أول محتضن والمصدر الرئيس لتحديد هوية جميع الأطفال ... تستمر الابنة في تحديد هويتها من خلال والدتها» توضح تشودر أنه -من الناحية الاجتماعية- تمنع الرابطة القوية بين الأم وابنتها الابنة من تحديد هويتها الخاصة. العلاقة الأولى للطفل تكون مع الأم. هذه الرابطة الاستهلالية صحيحة بالنسبة لكلا الجنسين -باستثناء الأولاد الذين انسلخوا في سن مبكرة ليستمدوا هويتهم من آبائهم. وهكذا تستمر العلاقة بين الأم وابنتها وتبقى الهوية محفوظة.
«بقدر ما تُحدد الهوية الذكورية بالسلبية، فإنها تُحدد بالإيجابية» تجادل تشودرو إن تحديد الهوية الأنثوية هو عملية عقلانية. وعلى النقيض، تُحدد هوية الذكور بالرفض أكثر من القبول.

## الأعمال

### الكتب
- تشودرو، نانسي (2012) «تفرد الجندر والجنس من شخص لآخر: النظرية والتطبيق» نيويورك، روتليدج، آي إس بي إن ISBN 9780415893589.
- تشودرو، نانسي (1999) «قوة المشاعر: المعنى الشخصي في التحليل النفسي والجندرية والثقافة» كاليفورنيا: نيو هيفن، دار نشر جامعة ييل، آي إس بي إن ISBN 978-0300089097.
- تشودرو، نانسي (1994) «جنسانيات الأنوثيات والذكوريات: فرويد وغيره» دار نشر جامعة كنتاكي، آي إس بي إن ISBN 978-0813108285.
- تشودرو، نانسي (1991) «النسوية ونظرية التحليل النفسي» نيو هيفن، دار نشر جامعة ييل، آي إس بي إن ISBN 978-0300051162.
- تشودرو، نانسي (1978) «إعادة إنجاب الأمومة: التحليل النفسي وعلم اجتماع الجندر» كاليفورنيا: دار نشر جامعة كاليفورنيا، ISBN آي إس بي إن9780520038929.

## المقالات
تشودرو، نانسي (1997) «الديناميات النفسية في العائلة» في نيكولسون، ليندا (محرر) الموجة الثانية: قراءة في النظرية النسوية، نيويورك: روتليدج ص 181 - 197 ISBN آي إس بي إن9780415917612.